# ‘En Nun
‘En Nun (hebreiska: עין נון) är en källa i Israel.   Den ligger i distriktet Norra distriktet, i den norra delen av landet.
Terrängen runt ‘En Nun är kuperad åt nordväst, men åt sydost är den platt.  Närmaste större samhälle är Tiberias, 5,7 km söder om ‘En Nun. Trakten runt ‘En Nun består till största delen av jordbruksmark.